# Favela chegou
Favela chegou (ufficialmente Favela chegou (ao vivo)) è un singolo delle cantanti brasiliane Ludmilla e Anitta, pubblicato il 27 febbraio 2019 come primo estratto dal primo album dal vivo di Ludmilla Hello mundo.

## Promozione
Le due interpreti hanno presentato il brano in un medley con Onda diferente nell'ambito dei Prêmios MTV MIAW il 3 luglio 2019.

## Video musicale
Il video musicale è stato reso disponibile in concomitanza con la commercializzazione del brano.

## Tracce
Testi e musiche di Wallace Vianna, Pedro Breder, André Vieira e Tállia.
1. Favela chegou – 2:49

## Formazione
Musicisti
- Ludmilla – voce
- Anitta – voce
- Wallace Vianna – cori
- André Vieira – cori
- Pedro Breder – batteria elettronica, tastiera, basso
- Marcos Sabóia – percussioni
- Fera do Mar – percussioni
- Isaias Rosa – ganzá

Produzione
- Hitmaker – produzione
- Fera do Mar – registrazione, mastering
- Mãozinha – registrazione
- Umberto Tavares – registrazione
- Jefferson Junior – registrazione
- Marcos Sabóia – registrazione, missaggio

## Classifiche
| Classifica (2019) | Posizione massima |
| ----------------- | ----------------- |
| Portogallo        | 64                |